# SpaceX CRS-6
SpaceX CRS-6 eller SpX-6 var en flygning av företaget SpaceX:s rymdfarkost Dragon. Farkosten sköts upp med en Falcon 9-raket den 14 april 2015. Farkosten dockade med Internationella rymdstationen, den 17 april 2015.
Farkosten lämnade rymdstationen den 21 maj 2015, några timmar senare återinträdde den i jordens atmosfär och landade i Stilla havet.
Efter att Falcon 9-raketens första steg gjort sitt jobb lyckades man nästan landa det på en pråm ute på Atlanten. Raketsteget totalförstördes.

### Fotnoter
1. ↑  ”NASA Space Science Data Coordinated Archive” (på engelska). NASA. https://nssdc.gsfc.nasa.gov/nmc/spacecraft/display.action?id=2015-021A. Läst 2 mars 2020.
2. ↑  Manned Astronautics - Figures & Facts Arkiverad 4 mars 2016 hämtat från the Wayback Machine., läst 23 juli 2016.